# Eragisa littoralis
Eragisa littoralis är en fjärilsart som beskrevs av Paul Thiaucourt 1991. Eragisa littoralis ingår i släktet Eragisa och familjen tandspinnare. Inga underarter finns listade i Catalogue of Life.